# Apterostigma robustum
Apterostigma robustum är en myrart som beskrevs av Carlo Emery 1896. Apterostigma robustum ingår i släktet Apterostigma och familjen myror. Inga underarter finns listade.